# Station Hamburg-Rothenburgsort
Station Hamburg-Rothenburgsort (Haltepunkt Hamburg-Rothenburgsort, kort: Haltepunkt Rothenburgsort) is een spoorwegstation in het stadsdeel Rothenburgsort van de Duitse stad Hamburg. Het station is onderdeel van de S-Bahn van Hamburg aan de spoorlijn Hamburg Hauptbahnhof - Aumühle.

## Geschiedenis
Vanaf 1842 liep door Rothenburgsort de Hamburg-Bergedorfer Eisenbahn, die vanaf 1846 als Berlin-Hamburger Bahn verlegd werd naar Berlijn. In Rothenburgsort ontstond een groot rangeerstation en eind jaren 1870 het onderhoudscentrum Hamburg-Rothenburgsort, dat in 1972 gesloten werd. Vanaf 1902 eindigen op het rangeerstation, uit de richting Hamburg-Hamm komende treinen. Deze komen vanaf het noordelijke deel van de Goederenomleidingsbaan Hamburg, die midden jaren '90 door een kleine brug over de Oberhafenkanal die tot de Elbbrücken verlegd werd.
Het station is geopend op 1 mei 1907.
Op station Rothenburgsort eindigde van 1915 tot 1943 een bovengrondse zijlijn van de metro van Hamburg, die een verdere halte Brückenstraße aan de huidige kruising Heidenkampsweg-Billhorner Brückenstraße/Amsinckstraße bezat. Deze lijn raakte tijdens de Tweede Wereldoorlog zwaar beschadigd en werd niet meer afgebouwd. Het lijnverloop is aan de achterzijde van de huizen aan de Billstraße nog goed te herkennen, ook een landhoofd bij station Rothenburgsort is nog behouden.

## Indeling
Het station telt één eilandperron met twee perronsporen. Langs het station loopt nog één spoor van de doorgaande spoorlijn Berlijn - Hamburg. Het perron is vanaf de oostzijde via de straat Billhorner Deich met een trap te bereiken. Het station is nog niet toegankelijk gemaakt door middel van een lift. In het station is er een kiosk. Het perron is deel overkapt met een houten overkapping. Ten noorden van het station op steenworpafstand ligt de bushalte "S Rothenburgsort".

## S-Bahnlijnen
De volgende S-Bahnlijn doet het station Rothenburgsort aan:
| Serie | Treinsoort        | Route                                                                                 | Bijzonderheden |
| ----- | ----------------- | ------------------------------------------------------------------------------------- | -------------- |
|       | S-Bahn (DB Regio) | Altona – Dammtor – Hauptbahnhof – Berliner Tor – Rothenburgsort – Bergedorf – Aumühle |                |